# ماتياس أندرسون (كرة يد)
ماتياس أندرسون (بالسويدية: Mattias Andersson) مواليد 29 مارس 1978 في السويد، هو لاعب كرة يد سويدي يلعب كحارس مرمى. يلعب حاليا مع نادي فلنسبورغ هاندفيت لكرة اليد ويحمل الرقم 1. مثل منتخب السويد لكرة اليد. شارك في دورة الألعاب الأولمبية الصيفية سنة 2012. حقق المركز الأول في بطولة أوروبا لكرة اليد للرجال 2000.

## المسيرة الاحترافية
لعب مع نادي يستاد لكرة اليد في الدوري السويدي من سنة 1985 إلى 1990، ثم لعب مع نادي دروت لكرة اليد من سنة 1999 إلى 2001، ثم لعب مع نادي برشلونة لكرة اليد في الدوري الإسباني في سنة 2001، ثم لعب مع نادي كيل لكرة اليد من سنة 2001 إلى 2008، ثم لعب مع نادي فلنسبورغ هاندفيت لكرة اليد في الدوري الألماني في سنة 2011.

## سجل المنافسة
شارك في البطولات التالية:
- بطولة العالم لكرة اليد للرجال 2015
- بطولة أوروبا لكرة اليد للرجال 2012
- بطولة أوروبا لكرة اليد للرجال 2014
- بطولة أوروبا لكرة اليد للرجال 2016
- الألعاب الأولمبية الصيفية 2012
- الألعاب الأولمبية الصيفية 2016

## الميداليات
| الميدالية | المسابقة                           |
| --------- | ---------------------------------- |
| فضية      | الألعاب الأولمبية الصيفية 2012     |
| فضية      | الألعاب الأولمبية الصيفية 2000     |
| ذهبية     | بطولة أوروبا لكرة اليد للرجال 2000 |

## روابط خارجية
- ماتياس أندرسون على موقع نادي كيل لكرة اليد (الألمانية)
- ماتياس أندرسون على موقع اللجنة الأولمبية الدولية (الإنجليزية)
- ماتياس أندرسون على موقع أوليمبيديا (الإنجليزية)
- ماتياس أندرسون على موقع اللجنة الأولمبية السويدية (السويدية)